# トリフルオロメタンスルホン酸トリメチルシリル
トリフルオロメタンスルホン酸トリメチルシリル（トリフルオロメタンスルホンさんトリメチルシリル、trimethylsilyl trifluoromethanesulfonate）は、トリフルオロメタンスルホン酸のトリメチルシリルエステルである。クロロトリメチルシランと似た反応性を示し、有機合成においてTMS化試薬やルイス酸触媒としてしばしば使用される。